# 孔格阿纳普拉姆
孔格阿纳普拉姆（Konganapuram），是印度泰米尔纳德邦Salem县的一个城镇。总人口8086（2001年）。

## 人口
该地2001年总人口8086人，其中男性4279人，女性3807人；0—6岁人口844人，其中男489人，女355人；识字率60.62%，其中男性为70.76%，女性为49.23%。